# 上条駅 (新潟県)
上条駅（かみじょうえき）は、新潟県魚沼市渋川にある、東日本旅客鉄道（JR東日本）只見線の駅である。

## 歴史
- 1951年（昭和26年）
  - 3月1日：日本国有鉄道（国鉄）の上条仮乗降場として開設[2]。
  - 10月1日：駅に昇格[1]。
- 1987年（昭和62年）4月1日：国鉄分割民営化により、JR東日本の駅となる[3]。

## 駅構造
単式ホーム1面1線を有する地上駅である。
越後湯沢駅管理の無人駅である。ホーム横には待合室が設置されている。

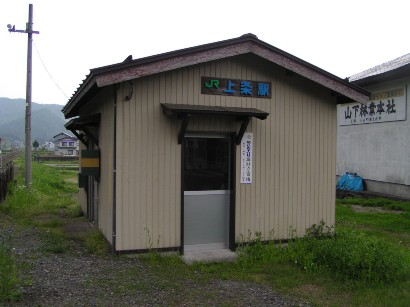
駅舎（2005年5月）
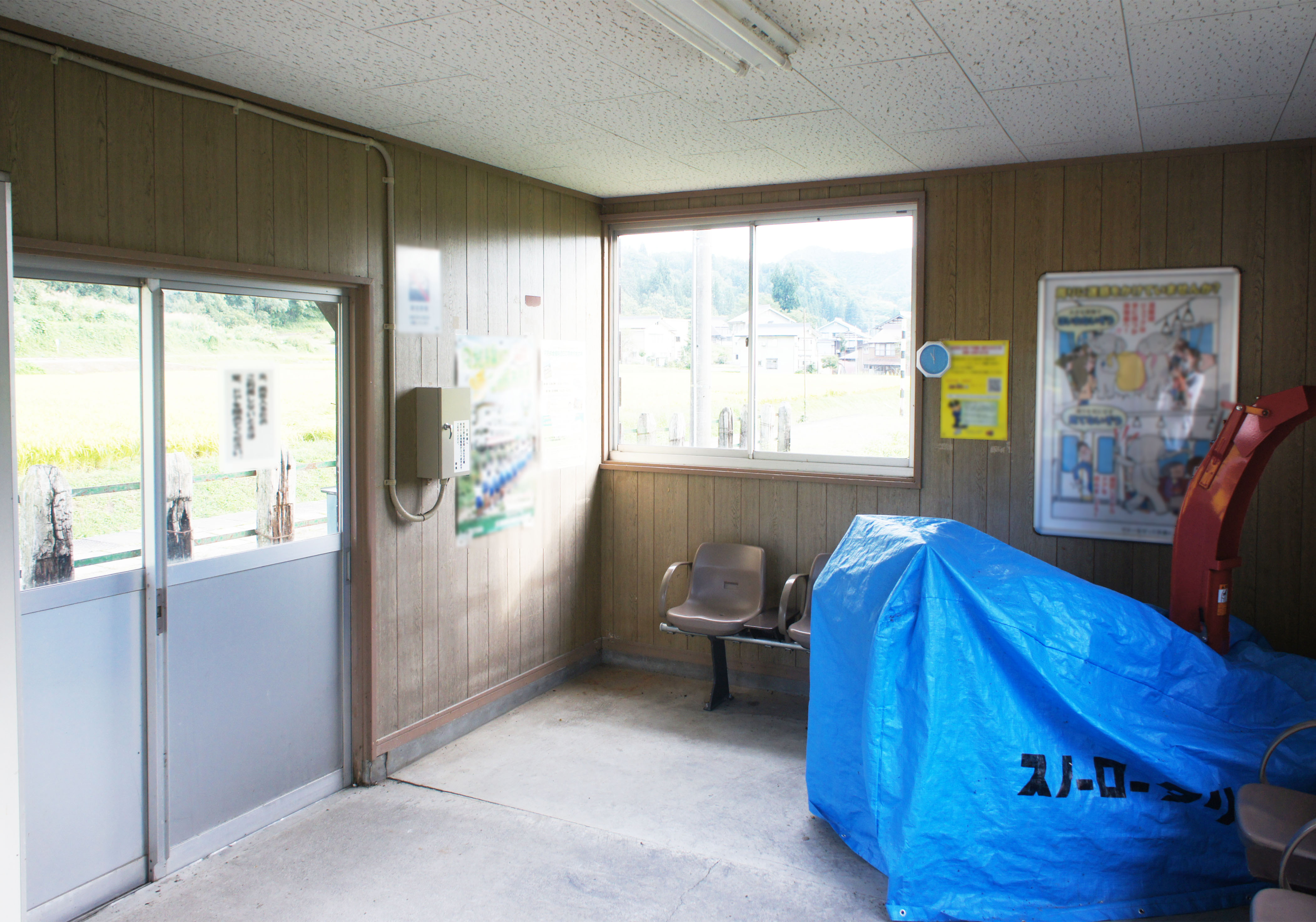
待合室（2021年9月）
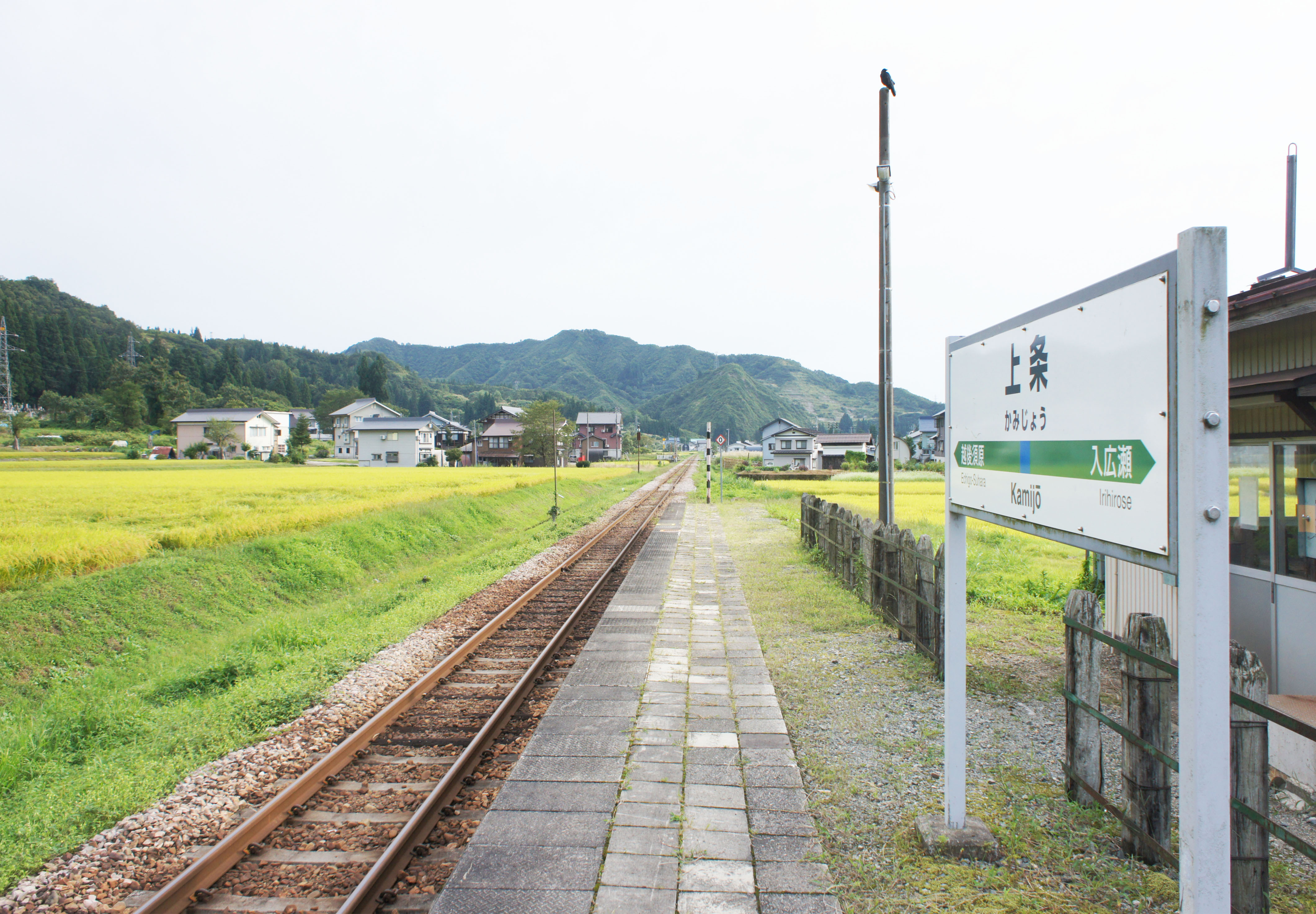
ホーム（2021年9月）

## 駅周辺
駅前には酒屋や床屋などが並んでいる。駅附近では国道252号から国道290号が分岐している。当駅と入広瀬駅とのあいだで国道252号が池ノ峠をまっすぐ通るのに対し、只見線は池ノ峠を避けて迂回している。池ノ峠の近くには道の駅いりひろせや鏡ヶ池などがある。
- 魚沼市消防本部渋川出張所
- 上条郵便局
- 小出警察署上条駐在所
- 魚沼市立上条小学校
- 守門温泉
- 上条発電所 - 桜の名所
- 守門岳

## バス路線
当駅から徒歩約2分の国道252号沿いの「上条駅前」バス停にて、越後交通グループの南越後観光バスによる路線バス（UA 小出＝上条＝穴沢 線）が運行されている。

## 隣の駅
東日本旅客鉄道（JR東日本）
■只見線
入広瀬駅 - 上条駅 - 越後須原駅